# 成妃
成妃，古代中国妃嫔封号。明清皆有此封号。